# آرنیلاس
آرنیلاس (به اسپانیایی: Arenillas) یکی از دهستان‌های اسپانیا است که در سریا واقع شده‌است.

## خصوصیات
آرنیلاس ۳۰ کیلومترمربع مساحت و ۳۲ نفر جمعیت دارد.